# Kyjovice, Znojmo
Kyjovice là một làng thuộc huyện Znojmo, vùng Jihomoravský, Cộng hòa Séc.